# 国立台南第二高級中学
国立台南第二高級中学（こくりつ たいなんだいにこうきゅうちゅうがく、國立臺南第二高級中學）は、台南市に位置する国立高級中学。略称は「台南二中」または「南二中」。

## 校史
日本統治時代の1914年5月27日、台北に次いで台南市北門町に台南における男子高等普通教育の拠点たるべく台湾総督府台南中学校として開校した。しかし日本人と一般の台湾人では日本語習熟度が異なるため別系統の教育制度が確立された。一般的には校名に「一」を付す中学では日本人と一部の台湾人を、「二」を付す中学では台湾人の教育を担当していた。1922年、台南州立台南第一中学校と改称。当時の日本人と台湾人の生徒数比は9:1であった。
1923年4月26日、当時の皇太子（のちの昭和天皇）が行啓している。
1945年12月8日、坂上一郎が校長を務めていた台南第二中学は日本の降伏により中華民国に移管され、蘇恵鏗が戦後最初の校長として着任する。また「台南州立台南第一中学校」から「台湾省立台南第二中学」と改称され、更に高中の国営化政策により「国立台南第二高級中学」と改称された。
校内には日本統治時代に建築されたバロック様式の建築物が数多く保存されている。太平洋戦争により戦災の被害を受けたが、現在では修復が完了し、台南市指定文化財として保護されている。

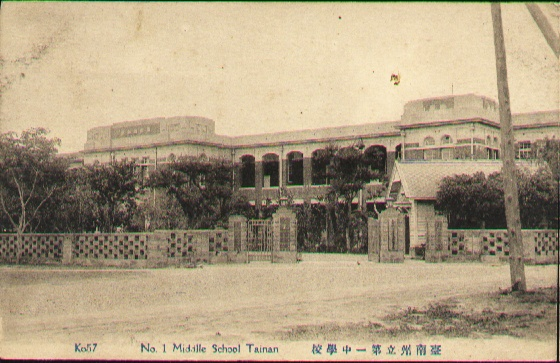
日本統治時代の台南州立第一中学校

## 歴代校長

### 日本統治時
1. 廣江萬次郎(1914.05.27-1927.3)
2. 高橋隆(1927.04-1933.03)
3. 春田重之(1933.03-1933.08)
4. 渡邊節治(1933.09-1937.04)
5. 板垣四十六郎(1937.04-1943.03)
6. 坂上一郎(1943.03-1945)

### 戦後
1. 蘇惠鏗(1945.12-1946.7)
2. 姜予榮(1946.7-1949.7)
3. 蒼寶忠(1949.7-1954.2)
4. 周簡文(1954.2-1961.12)
5. 廖傳淮(1961.12-1964.8)
6. 李昇(1964.8-1969.2)
7. 羅旭升(1969.2-1978.7)
8. 曹書勤(1978.8-1982.1)
9. 鄭繼孟(1982.2-1984.12)
10. 黃炎祥(1984.12-1990.8)
11. 蔡瑞榮(1990.9-1995.7)
12. 陳國偉(1995.8-2001.7)
13. 郭伯嘉(2001.8-2008.07)
14. 王榮發(2008.08-2014.07)
15. 鄭忠煌(2014.08-現職)

## 校歌

### 日本統治時
臺南第一中學校校歌
作詞：三屋静 作曲：南能衛

一、

北新高の 峯秀で 西南溟の 潮高く

文化の光 渾沌の 闇路さやかに 照る處

ここ人生の 朝ぼらけ 吾が學舎の 光あり

二、

烈日如何に 強くとも 風碧榕に 薫り來て

學窓常に 颯爽の 意気こそ満つれ 諸共に

切磋進修 怠らず 雄々しく開け 己が道

三、

圖南の使命 身に負いて 鵬翼高く 飛ばん時

あゝ 南臺の 健男兒 母校の譽 輝かさ

## 著名な出身者
- 施治明：元台南市市長
- 陳冠宇：ピアニスト
- 李俊毅：民進党籍立法委員
- 侯水盛：民進党籍立法委員
- 鄭龍水：元新党籍立法委員